# نازرول جيتي
نازرول جيتي (بالبنغالية|নজরুল গীতি) أو نازورول سانجيت  (بالبنغالية|নজরুল সঙ্গীত)(بالإنجليزية:  Nazrul Geeti)‏ , تعني حرفيا «موسيقى نازرول» ، و تشير إلى الأغاني التي كتبها ولحنها كازي نازرول اسلام، الشاعر الوطني لبنغلادش والثوري النشط خلال حركة الاستقلال الهندية . يضم نازرول سانجيت / جيتي أفكارًا ثورية بالإضافة إلى المزيد من الموضوعات الروحية والفلسفية والرومانسية. كتبت نازرول ما يقرب من 4000 أغنية (بما في ذلك سجلات الحاكي) ،  والتي تحظى بشعبية واسعة في بنغلاديش والهند.

## نظرة شمولية
أظهر نازرول أعراض موهبة شعرية وموسيقية حريصة في سنه الصغير وبدأ كتابة الأغاني عندما كان عضواً في مجموعة ليتو (فرقة موسيقية شعبية). في أعقاب كازي بازل كريم، عمه وزعيم مجموعة ليتو، وأصبح خبيرًا في تأليف الأغاني ووضعها على الألحان. و عزز الانضمام إلى مجموعة ليتو مسيرته الموسيقية ووضع تأثير كبير على تشكيل حياته الموسيقية في المستقبل. في سن مبكرة جدا، برع في تأليف الأغاني بلغات مختلفة، باستثناء اللغة البنغالية. التقى ساتيش كانجيلال، وهو مدرس بمدرسة سيرسول التي كانت مهتمة بالموسيقى الكلاسيكية وبعض التمكن من ذلك. من خلال ملاحظة ميل نازرول الذي لا يقاوم للموسيقى، قدمه له السيد كانجالل بعض الدروس على الموسيقى الكلاسيكية. في وقت لاحق، وسع نازرول معرفته عن الموسيقى عندما كان يعمل بمثابة هافهيل في كراتشي باراك تحت فوج البنغال. و لقد تعلم الكثير من اللغة الفارسية والأدب والموسيقى بمساعدة معلم ديني من البنجاب ملحق بالفوج.

## أسلوب نازرول في الموسيقى الإسلامية

### الموسيقى الجماعية الثورية
تم استخدام الموسيقى والقصائد الجماهيرية لـ كازي نازرول اسلام على نطاق واسع خلال حركة الاستقلال الهندية وحرب تحرير بنغلاديش. فالموسيقى تحفيزية للغاية وذات طبيعة ثورية مع كلمات قوية واندفاعية وأنغام آسرة. يتحدث عن أطراف كل شيء. وكلمات تلك الأغاني تثير استفزازًا، لأنها تتحدث ضد التيار المحافظ والحياة على مقياس أوسع للفلسفة والروحانية. و يكمن جمال موسيقى نصر النازية في حرية تعبيره، الأمر الذي أثار انتقادات هائلة. ومع ذلك، فإن أولئك الذين فهموا فلسفته أشادوا بالشجاعة والوضوح.

### شياما سانجيت
قدم نازرول مساهمة قيّمة وغنية في شياما سانجيت . و كان على دراية تامة بالتقاليد والثقافة الإسلامية والهندوسية، كما كان يهتم بعمق بالوئام بين المسلمين والهندوس.

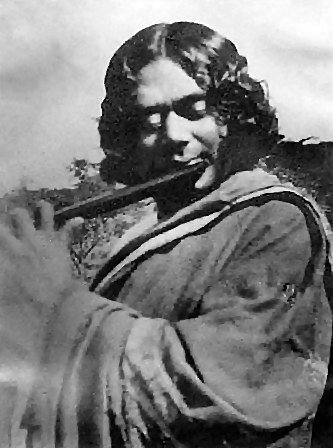
كازي نازرول الإسلام عزف الفلوت في عام 1926 ،
شيتاغونغ

### الغزل
كان معرفة نازرول بتقليد الغزَّات الفارسيّة، وهو شكل من أشكال أغاني الحبّ، مهمّاً للغاية، بمعنى أنّه مهد لقاعدة جهوده الناجحة في تأليف اللغة البنغاليّة التي قام بها في الفترة بين 1927 و 1928. الغزل البنغالي، يمكن أن يذكر على الفور، والابتكار من جانب كازي نازرول وحده. وقد خدم كأول دخول شامل للإسلام في التقليد السائد للموسيقى البنغالية.

## التأثير التاريخي
استخدم نازرول موسيقاه كطريقة رئيسية لنشر أفكاره الثورية، وذلك أساسا باستخدام الكلمات القوية والإيقاعات القوية، والجذابة بنفس الوقت . من بين الأغاني الثورية، اشتهرت كارار اوي لوهو كوبات (سجن أبواب الصلب) واستخدم العديد من الأفلام، وخاصة تلك التي صنعت خلال فترة ما قبل الاستقلال لبنغلاديش.
تمت ترجمة نازرول جيتي مؤخرًا وتسجيلها في الأوريا (لغة هندية) في شكل ألبوم استوديو.

## أغاني بارزة
- دولان تشابا (اسم زهرة موسمية عاطفية ضعيفة) ، قصائد وأغاني، 1923
- بشير باشي (ذا فلوتز فلوت) ، قصائد وأغاني، 1924
- بهانجار جان (أغنية التدمير) ، والأغاني والقصائد، 1924 محظورة في عام 1924
- تشايانات (راجا الشهيانات) ، قصائد وأغاني، 1925
- شيتاناما (على الشيتاناما) ، قصائد وأغاني، 1925
- ساميابادي (إعلان المساواة) ، شعر وأغاني، 1926
- بوب هاوا (الرياح الشرقية)، قصائد واغاني، 1926
- ساربهارا (البروليتاريا) ، قصائد وأغاني، 1926
- سيندهو هيندول (تمجيد البحر)، قصائد وأغاني، 1927
- جينجير (سلسلة) ، قصائد وأغاني، 1928
- برالايا شيخا (شعلة يوم القيامة) ، قصائد وأغاني، 1930 محظورة في عام 1930
- شيش سوغات (آخر العروض) ، قصائد وأغاني، 1958